# Lalgaye-Yarcé
Ne doit pas être confondu avec Lalgaye.
Lalgaye Yarcé est une localité située dans le département de Lalgaye de la province du Koulpélogo dans la région Centre-Est au Burkina Faso.